# 藤田まこと
藤田 まこと（ふじた まこと、1933年〈昭和8年〉4月13日 - 2010年〈平成22年〉2月17日）は、日本の俳優、歌手、コメディアン。
東京府東京市（現：東京都）豊島区池袋生まれ、京都府京都市育ち。京都市立堀川高等学校中退。血液型はAB型。身長173cm。
父は俳優の藤間林太郎。次女は『必殺仕事人V』『必殺橋掛人』の主題歌「さよならさざんか」を歌った藤田絵美子（現：EMIKO）。孫（長女・敬子（1964年生）の娘）は歌手・俳優の花リナ。大正三美人の一人林きむ子は父の異父姉で伯母にあたる。曾我廼家喜劇の女形だった曾我廼家弁天は父の異父兄で伯父にあたる。いとこに、兵庫県副知事から姫路市長に転じた戸谷松司がいる。
オフィス斉藤所属。過去には中田企画（中田ダイマル・ラケットが所属していた芸能事務所）、渡辺プロダクション、ごく一時期には吉本興業、その後は新演技座（個人事務所）に所属していた。2002年に紫綬褒章を受章。

## 生涯

### 誕生・少年時代
1933年4月13日（木曜日）、東京府東京市（現：東京都）豊島区池袋に生まれる。父親は無声映画時代のスター俳優だった藤間林太郎で、母親は林太郎が大阪の帝国キネマに在籍していたときに身請けした芸妓であった。藤田は芸能人となった後、林太郎にしばしば「お前が生まれるのには金がかかっている。芸人ならばお前の代で元を取れ」と言われたという。姉と兄が生まれた後、帝国キネマは撮影所の火災が原因で倒産したため林太郎は大都映画に移籍。そのため藤田は東京で生まれた。母親は藤田を産んだあと伏せりがちとなりまもなく他界したため、藤田は実母の記憶がほとんどないという。
小学校時代に林太郎が再婚したが継母とそりが合わず（藤田によると再婚した当初は特に反感は抱いておらず兄が反抗していたが、兄に影響されて反抗するようになった。やがて兄は反抗をやめるようになり、藤田だけが反抗するようになった）、藤田は継母を決して「お母さん」とは呼ばず、兄と姉から「『お母さん』と言え」と殴られたこともあった。
1943年、一家は関西（近畿）へ移った。はじめは大阪府枚方市光善寺へ引っ越したが、近くに兵器工場があったため空襲に遭う危険のあることがわかり、すぐに京都府京都市の四条堀川へ再度引っ越した。終戦後の1946年、かつて住んでいた光善寺の長屋の大家との養子縁組の話が持ち上がると、継母を嫌っていた藤田は承諾した。藤田は養父母に馴染んだが、まもなく志願兵として兵役についていた兄の戦死が判明（搭乗していた輸送船江龍丸が沖縄の久米島沖で十・十空襲に遭い、沈没）し、家族のもとへ戻った。
兄が家を出た後、藤田は姉から「お前がお母さんの言うことを聞かないので、家の中がめちゃめちゃになってしまった。だから、お兄ちゃんは居づらくなって戦争に行ったんだ」と言われた。そのため藤田は兄からの最期の音信であるはがきを見ては「新しいお母さんと僕が上手くやれていたら、兄貴は戦争に行かなかったかもしれない」、「僕はどうして『お母さん』と素直に呼べなかったんやろう」と後悔するようになった。のちに藤田は兄からのはがきをコピーし、常に携帯するようになった。藤田は後年、継母について「いい人でした」、「大金持ちのところ（藤田は継母の前夫について、「とある著名な文化人」と述べている）から、惚れて貧乏役者のところに来たのに、子供が全くなつかなかったというのは辛いことだったでしょう。彼女にも悪かった」と述べている。継母は4、5年で林太郎と離婚した。
家族の元へ戻ったとき、姉は肺を患い伏せっていた（まもなく死去）。加えて、林太郎は家庭を顧みない性格の人間だったため、藤田は「頼れるのは自分の才覚だけ」という心境に至り、学校をさぼって闇市を徘徊、夜は京都市内のキャバレーや将校クラブの近くで進駐軍兵士の靴磨きや連絡係をして金を稼いだ。稼いだ金で買ったどぶろくが藤田が飲んだ最初の酒で、ヒロポンやエフェドリンにも手を出した。19歳のときに九州から大阪へ向かう夜行列車の中でヒロポンを使用していたところを警察官に見つかり、逮捕されたことがある。後年、藤田は『はぐれ刑事純情派』で刑事役を演じたことがきっかけである警察幹部と親しくなったが、あるときヒロポン使用での逮捕歴を持ち出され、「藤田さん、若いころはやんちゃだったんですね」とからかわれ後に2006年に発売された著書「最期」では違法薬物を使用したことを告白した。それから7年後の2013年に長男が覚せい剤使用容疑で逮捕されたことにより、親子揃って逮捕されたことになった。

### 俳優・歌手・司会者として活動
1940年代後半、林太郎が所属していた一座に雑用係として参加するようになり、ほかの一座の巡業にも参加するようになった。17歳のときに歌謡ショーの一座の公演で「旅笠道中」を歌ったのが藤田の初舞台で、やがて舞台俳優としても活動するようになった。「藤田まこと」の芸名を名乗るようになったのはこの時期である。舞台俳優からキャリアをスタートさせたことから、藤田は「映画俳優を含め、舞台に上がっていない芸人は芸人ではない」という考えを持っていた。
10代の終わりに歌手を志して上京し、ディック・ミネのカバン持ちをしながら前座の歌手として活動した。1年ほどで大阪へ戻り、日本マーキュリーレコードでアルバイトとして働きながら歌手としての修業を積んだ。藤田は日本マーキュリーレコード所属の歌手の地方巡業に前座歌手として参加したが、あるとき病気になった司会者の代役を務めたのをきっかけに、巡業の司会者としても活動するようになった。司会者時代に最も印象に残っている歌手は東海林太郎で、癌の手術を受けた直後で体調が悪かったにもかかわらず、客の入り悪い冬の公演を一切手を抜かずにこなした姿に感銘を受けた。のちに東海林の生涯を芝居にしたいと考えた藤田は、1981年10月から1982年3月にかけて東京・大阪・名古屋で『東海林太郎物語・歌こそ我が命』を上演し、1984年に文化庁芸術祭優秀賞を受賞した。
藤田は中田ダイマル・ラケットの助言を受けて司会の仕事を辞めて、中田ダイマルが率いる「ダイマル・ラケット劇団」に俳優として入団。藤田曰く、当時の大阪では俳優とコメディアンの区別がなく、「役者志望の見習いコメディアン」として活動した。1957年、コメディー時代劇『ダイラケのびっくり捕物帖』で初めてテレビ番組に出演。藤田が演じたのは縁側に座っているだけの与力の役で、藤田によると「なにがなんやらわからんうちにはじまって、終わってしもた」。1961年、『笑いの王国』で生放送のCM（亜細亜製薬「強力ベルベ」）に出演。水戸黄門、西郷隆盛、丹下左膳など知名度の高い人物に扮したことが人気を博した。藤田曰く、このころに初めて街で視聴者から声をかけられるようになった。

### てなもんや三度笠に出演
1962年、時代劇コメディー『てなもんや三度笠』に出演。それまで脇役しか演じたことのなかった藤田が初めて主役（あんかけの時次郎）に抜擢された。出演依頼が来た時点で藤田は脇役として、テレビで6本、ラジオで5本の番組にレギュラー出演していたがディレクターの澤田隆治に「主役の役者が他の番組で脇役を演じては恰好が付かない」という理由から、それらの番組を全て降板するように要求された。藤田は「三軍から一軍に上がるチャンスかもしれん」と思い、条件を受け入れた。澤田によると突然のレギュラー降板に激怒して、藤田を長い間 起用しなかったテレビ局があったという。
『てなもんや三度笠』は4クール 52回の予定で放映を開始した。藤田は当初、番組が予定通り1年間存続することさえ危ぶんでいたが、予想外の人気を博し、同番組の提供スポンサー　前田製菓のCMフレーズ「俺がこんなに強いのも、当たり前田のクラッカー!」や白木みのる、財津一郎ら個性的なレギュラー陣のギャグが大当たりとなり、1968年まで放映された。藤田は渡辺プロダクションに在籍して、クレージーキャッツの主演映画などへの助演の他、自らの主演映画、谷啓とのコンビ主演映画など、『三度笠』と並行して数多くの映画・テレビ番組等に出演した。『三度笠』は最高視聴率　64.8%を記録（1965年）したが続編の『てなもんや一本槍』『てなもんや二刀流』は裏番組の『ヤングおー!おー!』（毎日放送）に視聴率で後塵を拝し、低視聴率となり、『 - 二刀流』の終盤は一桁に下降した。てなもんやシリーズは1971年2月末で終了。藤田自身の人気も同時に凋落の一途を辿った。周囲からの扱いが高視聴率を記録していた時期から一変して悪くなるのを目の当たりにした藤田は「視聴率という、実体のないものの怖さ」を実感したという。
てなもんやシリーズの終了後、藤田の下には「コメディのどうでもいい仕事の話」が来たが、「コメディそのものにも、いまひとつ乗りきれないものを感じていた」ことから全て断り、地方のキャバレーを回る巡業に出た。このとき藤田は「僕はもともと旅芸人、元に戻るだけや」という心境だったという。キャバレーでの興業は「意外に楽しく」、そのことが伝わったせいかキャバレー側から「また来てほしい」と要望されることが多かった。収入は『てなもんや三度笠』に出演していた頃よりもよかったが、巡業先でテレビを付けて見知った顔が出てくると焦りを感じたという。

### 必殺シリーズに出演
1973年、広島のキャバレー出演中に朝日放送（ABC）プロデューサーの山内久司から電話連絡で時代劇『必殺仕置人』の中村主水役の出演オファーを受ける。山内は「殺し屋グループ『必殺仕置人』といっても家庭で楽しむホームドラマであるし、現代サラリーマンを映した役」として奉行所の同心を考え、家庭に馴染む役者として藤田を思いついた。藤田は『てなもんや三度笠』での「意地にゃ強いが情けに弱い、...腕と度胸じゃ負けないけれど、なぜか女にゃチョイと弱い」イメージが強すぎ、「それが闇の殺し屋？ 無理じゃないの」という反対意見が朝日放送内で起こったが、その反対を押し切り、山内は藤田の起用を決めた。藤田は山内から「主役は山﨑努やけど、あんたは人間の善と悪の二面性を出してくれ」といわれた。「一見 情けない男だが、実は腕利きの殺し屋」という設定が「自分にぴったりの役」と感じた藤田は出演を承諾した。交渉の際に山内は「監督の深作欣二が『どうしても藤田まことでやりたい』と言っている」と藤田に話したが、後になって有名な役者4人、5人に依頼を打診したものの「安物の同心で、家に帰ったら養子で肩身が狭い」という設定を嫌われたという話を知った。藤田はその時、出演承諾から撮影開始まで1週間しかなかったことに合点がいったという。藤田は『必殺仕置人』の放映開始時はまだ「コメディアン」で、コメディのみならずシリアスな演技もできる「役者」になったのは2年ほどが経ってからだったと回顧している。
『必殺仕置人』は当初、山﨑努が演じる念仏の鉄を中心に描かれていたが、次第に藤田の中村主水を中心に物語が展開するようになった。硬軟合わせた意外性と二面性を演じ分けた藤田主水の人気は爆発した。「あんたはもう死んでいるぜ」は流行語になり、テレビ時代劇から初のオリジナル・ヒーローが誕生した。『必殺仕置人』で複数回監督を担当した三隅研次は、はじめ「おっさん! あんた芝居下手やなぁ」「こんなんで飯食えると思てんのか!」と藤田の演技を酷評したが、次第に「だいぶ芝居が落ち着いてきた」「これあと3回くらいやったら、一生もんのシリーズになるかもしれへん」と評するようになり、シリーズ終盤には「おっさん、これ必ず続きものになるで。あと半年やったら、中村主水があんたの体ん中入って、これは一生もんやで」と発言した。三隅の予想は的中して、藤田主演の『必殺シリーズ』は中断を挟みながら、1992年3月まで続いた。『必殺シリーズ』に出演していた間、藤田はテレビへの出演を同シリーズ一本に絞り、他は舞台に出演するというスタンスをとった。
この間、1977年11月には渡辺プロから独立。1978年1月、「藤田が座長で座員は藤田一人の劇団」との体裁で個人事務所「新演技座」を設立。客演ゲスト扱いで野川由美子、芦屋雁之助、芦屋小雁の3名が名を連ね、結成に関わっている。7月1日 - 7月25日には大阪・中座で旗揚げ公演「ちりれんげ/必殺仕置人 - 私 中村主水です」を行っている。
藤田によると末期の『必殺シリーズ』は荒唐無稽なストーリーが続出して、若い視聴者に向けて、まるで「饅頭の上に苺のっけたり、生クリームかけたり、ちょっとチェリーをのせたり、そんな雰囲気のデコレーション」を施すようになった。これを契機に藤田は制作サイドにシリーズ終了を訴えた。藤田はこのことについて「『必殺シリーズ』で時代劇は終焉をみたのであり、それ以降の番組は我々の失敗したことをまた懲りずにやってる状態だった」と当時の状況を客観的に述べている。

### 必殺シリーズ終了後
1988年、『はぐれ刑事純情派』シリーズの放映が開始。派手な演出がない作品だったことから藤田は当初ヒットしないという予感を抱いていたが、「なんや知らんうちに長続き」して、18年間に渡って放映した。藤田は『必殺シリーズ』と『はぐれ刑事純情派』シリーズとを比較して、「『コメディアン』として起用された前者と『役者』として起用された後者とでは重みが違った」と述べている。
1998年から放映された『剣客商売』シリーズは藤田の晩年を代表する作品の一つとなった。藤田は『東海林太郎物語』『その男ゾルバ』を上演した50代を自らの人生の中で最も充実した時期であったと振り返っているが、50代のうちに60代で行うことを考えなかったため、この先に何をすべきか迷い、頭の中が真っ白な状態になったという。藤田は「そんな中で『剣客商売』に出会い、迷いが消えた」と述べている。
2006年11月4日にはフジテレビの『仕掛人・藤枝梅安』で音羽の半右衛門を演じ、翌2007年7月7日にはABCテレビ・テレビ朝日の『必殺仕事人2007』で中村主水を再び演じた。

### 晩年
2008年4月に体調不良を訴えて検査を受けた所、食道がんであることが判明。6月の明治座『剣客商売』の舞台公演を降板して入院加療を行い、10月下旬より復帰。ABCテレビ・テレビ朝日の『必殺仕事人2009』に中村主水役でレギュラー出演した。
2009年10月期の『JIN-仁-』（TBS）にも新門辰五郎役で出演予定であったが、慢性閉塞性肺疾患により降板している。
その後はリハビリを続けていたが2010年2月16日、箕面市の自宅で夕食後の家族団欒中に突然吐血。大阪大学医学部附属病院に搬送されたが翌17日7時25分、大動脈瘤破裂のため死去、76歳没。1月には体調の回復もあって、ナレーションの仕事を務め、3月の完全復帰を予定していた矢先のことであった。
藤田死去の報にテレビ創成期から共に活躍してきた戦友だった大村崑は「まこちゃんとの思い出はつきない。彼は大阪人の宝です」。『てなもんや三度笠』で共演した白木みのるは「僕の大きな友達を亡くした」と追悼の辞を発表（白木は『情報ライブ ミヤネ屋』で宮根誠司から聞かれるまで藤田まことの死を知らなかったという）。『てなもんや三度笠』の提供スポンサー　前田製菓は公式サイトのトップページにおいて追悼文を掲載した。戒名は、「寿量院修芸日真居士（じゅりょういんしゅうげいにっしんこじ）」。遺作は『京都殺人案内』の第32作目（2010年2月27日放送）。死去の5か月後に放送されたスペシャルドラマ「必殺仕事人2010」（2010年7月10日放送）では過去の映像と声のみ出演した（そのため、エンディングのキャストロールで藤田の名前が表示されていた）。
通夜・葬儀は長男が喪主を務め、近親者のみで執り行ったため（しかし密葬にもかかわらず約100名の弔問客が訪れ、後述の「しのぶ会」では約600名が参列した）、政財界や芸能関係者から「藤田さんにお別れを言いたい」と望む声が寄せられたことから遺族側は2011年4月13日（藤田の78回目の誕生日にあたる）にお別れの会を計画した。しかし、東日本大震災が発生したことによりこれを取り止め、日を改めて同年11月24日に森光子、野中広務、石原慎太郎、森喜朗らを発起人に東京国際フォーラムで『藤田まことさんをしのぶ会』が「藤田まこと 役者人生最後の花道」と銘打って行われ、当日は塩川正十郎、黒柳徹子、東山紀之、京本政樹など、藤田にゆかりのある関係者が出席し、藤田を偲んだ。
2024年12月、娘の原田敬子により藤田の活動を後世に伝えるべく藤田まこと企画のXを立ち上げた。

## 俳優としての特徴・エピソード
- 陰がある役柄や必ずしも恰好がよく人生で成功を収めたわけではない人物を演じるのを好んだ[74]。逆に成功譚は嫌いで、「出世していく男」「偉くなっていく男」を演じるのは「願い下げである」と述べている。その理由について藤田は、「成功者は成功する過程で他人を追い落とすなど人間らしいとはとても言えないような生き方をするものだが、芝居にするとそのような人間らしくない生き方が省略されたり強引に美化されるからだ」と述べている[75]。藤田は「一種のスーパーマンなのだが、だからといって…別に出世するわけでもないし、偉くなっていくわけでもない」中村主水は「納得しながら演じられた役」だと述べている[76]。
- 尊敬する俳優として、新国劇のスター、辰巳柳太郎の名を挙げている。藤田は幼いころ、ファンだった父親に連れられてしばしば新国劇を観に行き、辰巳の楽屋を訪れた[77]。藤田は『てなもんや三度笠』の放映終了後キャバレー回りをしていた時期に、「役者の顔」でなくなる（藤田曰く、俳優が食い繋ぐために俳優以外の仕事を長くすると、次第に「役者の匂い」が抜けていき、その仕事をする者の顔になっていくという）ことを恐れ、当時所属していた渡辺プロに頼んで芝居を上演したことがあるが[78]、そのとき辰巳との共演を果たし、以降辰巳の「勝手弟子」を自称した[79][80]。
- 藤田は自身を「ひとつの役を何十回とやらないとモノにできない」タイプの俳優だと分析している[81]。ただし「人のセリフまで通して本を全部を覚えてしまう」というほどセリフ覚えがよく、セリフが出てこなくなった失敗はなかったという[82]。
- 俳優はある程度ミステリアスで、「何を考えているんやろ」「どんな奴なんやろう」と想像されるほうがいいという考えの持ち主であった。手の内を明かしたくないという理由からバラエティ番組にはあまり出演しなかった[83]。藤田は「テレビでチャラチャラしてる人は芸人じゃない。芸を売ってる人じゃない。…呼び名はタレントでええ」とも述べている[32]。
- 撮影において「こんなもんでええかな」と妥協してしまった際にはその作品をビデオに録画し、後で観賞する習慣があった。そうして録画された作品はビデオテープ100本分以上にのぼった。逆に「上手く行った」と思える作品は1本も録画しなかった[84]。それらのビデオテープについて藤田は「この失敗作こそ僕の"財産"かもしれませんな。でも、ふつうの財産と違うのは、増やしてはならない財産であるところ」と述べている[85]。
- 藤田はハイビジョンについて、「技術革新が進むことについては賛成」としつつ、ハイビジョン撮影された映像は「光と影の交わった部分の微妙な部分の味わい」が消えてしまい、人々の微妙な機微を表現できないという理由からハイビジョンでの撮影に否定的だった。藤田は「いずれ元のフィルムに戻そうという時代が来るのではないか」と述べている[86]。
- 時間に厳しく、俳優生活の中で遅刻したのは2度だけだという[87]。藤田にとって時間を守ることは「最低限の約束事」で、遅刻する人間のことは無視した[88]。
- 「まわりに人をいっぱい置いておくのは嫌い」という理由から弟子をとらなかった[89]。西川きよしは藤田に弟子入りを志願して断られたことがあり、西川によると漫才師として成功を収めた後、しばしば藤田に「弟子にしてたら今の“やすきよ”はないぞ」と言われたという[90]。
- 芝居と俳優との関係について、台本を書く演出家は芝居という子供を「産みっぱなしですぐどっかに行ってしまう」ため、俳優の力でアレンジし、育てなければならないと述べている。俳優には芝居を育てるための感性が必要だと述べている[91]。
- 「余分なところがないと、いいものはできない」という考えから、作品を作るにあたって「大きな絵を描いて、そこから余分なものを削っていって、無駄をそぎ落としていく」ことをよしとした。藤田は舞台では3分、40分長めの脚本を書くよう、ドラマでは長めに撮影するようスタッフに要求した[92]。
- NHKの大河ドラマ『武蔵 MUSASHI』に柳生石舟斎役で出演した際、台本にある台詞を役柄に合ったものに変えたいと数回要望したが、そのたびに現場のディレクターからは「プロデューサーとの相談なしに現場で処理することはできない」と返答され、撮影を後回しにされた。このことに対するストレスから藤田はNHKのスタジオに近づくだけで熱っぽさ、息苦しさ、頭痛などを覚えるようになった。藤田はこの症状をNHK病と呼び、『武蔵』以降NHKのドラマには一切出演しなくなった（ただし、テレビドラマ以外の番組にはその後も出演しており、藤田の死亡時には追悼番組が放送されている）[93]。なお、『武蔵』の総集編からは藤田の登場シーンがカットされたが、このときのトラブルが原因かどうかは定かでない。
- 舞台『浪花恋しぐれ・桂春団治』を演じたのをきっかけに落語を演じるようになり、1999年5月には独演会を催した[94]。この独演会には春風亭小朝が観にきており、そのことを後で知った藤田は「もう二度とやらへんぞ」と思ったという[95]。
- 「耳の穴から指つっこんで奥歯ガタガタいわせたろうか」とのフレーズは藤田が作ったものとされる[96]。

## ファン・評価
黒澤明はテレビ時代劇は、あまり見ない方であるが、当時の助監督小泉堯史（藤田の主演映画「明日への遺言」の監督）によれば、黒澤の自宅を訪ねた際に藤田主演の必殺シリーズ作を見ており、小泉は驚いたが「これ（必殺）面白いんだよ」と高評価し、主演の藤田の芝居も絶賛した（その必殺作が何かは不明）、ただ小泉は藤田は必殺というよりは「日本の青春」のイメージが強いと語る（その必殺作が何かは不明）。

## 私生活
- 1959年に結婚。結婚資金のなかった藤田は新居を購入するにあたり、新居のほか自らを担保に入れて家を購入[98]した。結婚式と披露宴の費用は、それらの様子を収めた映像を1年間式場のテレビコマーシャルに使用させることと引き換えに、無料にすることに成功した[99]。しかし、披露宴に招待した芸能人にはそのことが知らされておらず、勝手にコマーシャルに使われたと苦情が殺到[100]。最終的には中田ダイマルが「今回のカタに自分のところで一生ただ働きさせる」と仲裁して解決した[101]。
- 「芸人は夢を売る商売。派手に遊ばな」という主義の持ち主で、しばしば高級クラブを飲み歩いた。大阪では南都雄二、藤山寛美とともに「キタの雄二か、ミナミのまこと、東西南北藤山寛美」（南都雄二は北新地、藤田はミナミを飲み歩き、藤山寛美はどこにでも現れるという意味）と評された[102]。渡辺プロダクション所属時には社長の渡辺晋よりもクラブからの請求書が多かったという逸話がある[103]。
- 酒好きで知られており「飲むのをやめるときは、グラスを口にもってくのが面倒くそうなったときくらい」、「だれかが飲ませてくれるなら、ずーっと飲み続けてるかもわかりません」と述べている[104]。
- バブル景気が到来すると、藤田は自らが保証人となって銀行から巨額の事業資金を借り入れ、妻と息子、娘に料理店やブティックを経営させ、さらに1600平方メートルの自宅を新築する（藤田曰く、土地の建物を合わせて10億円以上の費用を要した[105]）などした。しかし総量規制の影響から資金調達が滞るようになり、28億の負債を抱え[106][107]、不動産をはじめ車や絵画など資産のほとんどを手放す羽目になった[108]。藤田はバブル景気について、「あの時代はおかしかった」と振り返っている[109][† 12]。
- 『近鉄パールス』時代から筋金入りの大阪近鉄バファローズの大ファンとして知られており、2004年のプロ野球再編問題では合併反対運動にも関わった[† 13]。しかし、結局は2004年11月30日に「大阪近鉄バファローズ」は球団自体が消滅し、翌2005年に近鉄がオリックスブルーウェーブに吸収合併され「オリックス・バファローズ」というチーム名になったとき、「オレが買えないことが悔しい…」と本気で怒り、このことで藤田は日本のプロ野球とは完全に決別し「今後は海外のメジャーリーグファンになる」と公言した。
- 生前は、娘と孫（上述の花リーナ）がハワイに住んでいたこともあり、年に数回訪れるほどのハワイ好きでもあった。ハワイで『はぐれ刑事純情派』が放送されており現地でも知名度が高く、ハワイを訪れるたびに日本語ラジオ局へ出演し、シルバー・センター訪問なども行っていたほか、当時の市長とも交流があったという。映画『明日への遺言』で岡田資陸軍中将を演じた際は、英語での台詞があったため、孫に英語の発音を直してもらっていたという[110]。

## 受賞

### 賞詞
1984年
- 第39回文化庁芸術祭優秀賞　『東海林太郎物語・歌こそ我が命』

1987年
- 第42回文化庁芸術祭優秀賞　『旅役者駒十郎日記・人生まわり舞台』

1990年
- 第41回芸術選奨文部大臣賞

2009年
- 第4回おおさかシネマフェスティバル主演男優賞　『明日への遺言』　岡田資 役
- 第18回日本映画批評家大賞 審査員特別賞　『明日への遺言』　岡田資 役[111]

### 栄典
2002年
- 紫綬褒章

## 出演

### テレビドラマ

#### NHK
- 大河ドラマ
  - 天と地と（1969年） - 納屋助八郎
  - 新・平家物語（1972年） - 朱鼻ノ伴卜
  - 武蔵 MUSASHI（2003年） - 柳生石舟斎
- 銀河テレビ小説
  - あほんだれ一代（1971年）
  - 言うたら何やけど（1974年）
  - 道頓堀川（1982年） - 武内
- 若い季節（1961年）
- 法善寺横丁[112]（1963年）
- 初夢特価販売（1964年）
- 漫才太平記（1964年）
- 家庭の幸福（1964年）
- 生まれる（1965年）
- 俺のデッカイ夢（1966年）
- ヘチマくん（1967年）
- 夫と妻の対話（1969年）
- 新・番頭はんと丁稚どん 第9回、第11回（1972年）
- けったいな人びと（1973年、1975年）
- 終点はどこですか（1974年）
- 続けったいな人びと（1975年）
- 河内まんだら（1977年） - 伊之助
- ドラマ人間模様『埴生の宿』（1978年）

#### 日本テレビ系列
- 東西とーざい（1959年、YTV）
- しゃっくり寛太（1960年、YTV）
- 愛の劇場『あしあと』（1961年、YTV）
- ごきげん野郎（1962年、日本テレビ）
- 日立ファミリー劇場『泥棒と令嬢』（1962年、日本テレビ）
- まぼろしの花（1962年、YTV）
- 日産スター劇場（日本テレビ）
  - 堂々たる人生（1963年）
  - やぶにらみの時計（1964年）
  - オトコにオトコの物語（1966年）
  - クレイジーのアメリカ珍道中　ニセ者は奴だ！（1966年）
  - どんでん野郎（1966年）
  - 養子天国（1967年）
- こんにちは幸福さん（1964年、日本テレビ）
- 俺はすけてん（1964年、日本テレビ）
- うそ八万騎（1964年、日本テレビ）
- 夫婦百景（第375回）なんとかなるわい（1966年、日本テレビ）
- 剣 （1967年、日本テレビ）
  - 第17話「珍説天保水滸伝」
  - 第37話「俺は陰陽師」
- ざっくばらん（1968年、日本テレビ）
- 夜のグランド劇場『雲に乗りたい』（1969年、日本テレビ）
- 夫婦学校 第1シリーズ第5話「ホット亭主とパワー女房」（1971年、日本テレビ）
- 愛の山河（1974年、日本テレビ）
- 木曜ゴールデンドラマ（日本テレビ）
  - 『求婚旅行』（1981年2月26日）
  - 『ご臨終、です！』（1988年5月12日）
  - 『あやしい家族、です』（1989年8月3日） - 田代圭策
- 火曜サスペンス劇場（日本テレビ系）
  - 『黒いカーテン』（1982年12月28日放送） - 上垣洋三
  - 『掏摸（スリ）』（1993年1月5日放送、東映） - 杉本治
  - 『女監察医・室生亜季子18・時効なし』（1995年、東映）
  - 『共犯関係』（1996年10月29日、東映）- 大野修造
  - 『窓辺の女』（2001年1月30日、東映） - 野崎修平
  - 『親父』（2002年1月29日、東映）- 木暮公平
  - 『容疑者』（2005年2月22日、東映） - 坂口剛（八木昌夫）
  - 『弁護士・高林鮎子 志摩の旅・みえ6号毒殺連鎖〜保険金狙いで魂を売った魔性の女!完全無欠の時刻表トリックを暴く』（2005年7月5日、東映）- 矢島正一
- 火曜ドラマゴールド『監察医・室生亜季子37・最後の解剖』（2007年3月27日、 東映） - 難波一

#### テレビ朝日系列
ネットチェンジ前（1975年3月まで）
- 街のどんぐり（1959年、MBS）
- 初姿賑浪華（1960年、MBS）
- ただいま往診中（1960年、MBS）
- たたけよさらば（1960年、MBS）
- はみだし十郎（1960年、MBS）
- 天外のいじわる爺さん（1962年、MBS）
- 京は日本晴れ（1963年、MBS）
- まじめに行こうぜ　ザ・サービスマン（1967年、NETテレビ）
- みんな世のため（第6回）鬼課長、（第8回）ドンと来い！ムコはん（1967年、NETテレビ）
- 元禄一代女 1回（1968年、NETテレビ）
- 大変だァ （1970年、NETテレビ）
- 右門捕物帖（1974年4月 - 8月、NETテレビ） - 政五郎

ネットチェンジ後（1975年4月以降）
- 必殺シリーズ（ABC / 松竹）
  - 必殺必中仕事屋稼業（1975年4月 - 6月） - ナレーター
  - 必殺仕置屋稼業（1975年7月 - 1976年1月） - 中村主水
  - 必殺仕業人（1976年1月 - 7月） - 中村主水
  - 新・必殺仕置人（1977年1月 - 11月） - 中村主水
  - 江戸プロフェッショナル・必殺商売人（1978年2月 - 8月） - 中村主水
  - 翔べ! 必殺うらごろし（1978年12月 - 1979年5月） - ナレーター
  - 必殺仕事人（1979年5月 - 1981年1月） - 中村主水
  - 新・必殺仕事人（1981年5月 - 1982年6月） - 中村主水
  - 必殺仕事人III（1982年10月 - 1983年7月） - 中村主水
  - 必殺仕事人IV（1983年10月 - 1984年8月） - 中村主水
  - 必殺仕事人V（1985年1月 - 7月） - 中村主水
  - 必殺仕事人V・激闘編（1985年11月 - 1986年7月） - 中村主水
  - 必殺仕事人V・旋風編（1986年11月 - 1987年3月） - 中村主水
  - 必殺仕事人V・風雲竜虎編（1987年3月 - 7月） - 中村主水
  - 必殺剣劇人 第8話「あばよ！」（1987年9月25日） - 中村主水
  - 必殺仕事人・激突!（1991年10月 - 1992年3月） - 中村主水
  - 必殺仕事人2007（2007年7月、テレビ朝日共同制作） - 中村主水
  - 必殺仕事人2009（2009年1月 - 6月、テレビ朝日共同制作） - 中村主水
  - 必殺仕事人2010（2010年7月、テレビ朝日共同制作、回想シーンでの出演） - 中村主水
  - スペシャルドラマ必殺仕事人（2018年、ビデオ出演） ‐ 中村主水
- 新・二人の事件簿 暁に駆ける 第22話「(秘)（まるひ）を燃やせ!」（1976年、ABC）
- 土曜ワイド劇場（テレビ朝日）
  - 『悲しみは愛の笛』（1978年3月18日放送） - 半二
  - 『松本清張の聞かなかった場所』（1979年、東映）
  - 『京都殺人案内シリーズ』（1979年 - 2010年、ABC/松竹） - 音川音次郎
  - 『じゅく年夫婦探偵』（1982年7月24日放送）
  - 『フルムーン探偵シリーズ』（1982年 - 1984年）
  - 『秩父夜祭殺人事件』（1993年2月27日放送）
  - 『旅役者葵長五郎』（1995年1月7日放送） - 葵長五郎
  - 『保護司・夏目清一 父親殺し!』（1999年12月11日放送） - 夏目清一
  - 『ママさん記者明衣子の事件』（1999年4月24日放送） - 大山孝太郎 （友情出演）
  - 『時の渚〜衝撃の運命　京都に秘められた禁断の愛』（2001年12月1日放送）- 松浦武三
  - 「京都のテミス女裁判官」
    - 第1作（2003年） - 平岡裁判長 役【友情出演】
    - 第2作（2004年） - 石田裁判長 役
- ポーラ名作劇場『いのち燃ゆる日々』（1979年、テレビ朝日）
- 額田女王（1980年3月14日・3月15日、テレビ朝日） - 蘇我赤兄
- 天を走れ!!愛馬マックス（1980年、テレビ朝日）
- ピノキオのクリスマス（1980年、テレビ朝日） - ゼペット爺さん
- 午後の旅立ち（1981年、テレビ朝日） - 矢島精一
- 傑作推理劇場『山村正夫のお迎え火』（1981年8月14日、ABC/松竹） - 楠本啓三
- 茜色の坂（1981年11月16日、テレビ朝日）
- 他人家族（1982年、テレビ朝日） - 榊佑一郎
- はぐれ刑事純情派シリーズ（1988年 - 2009年、テレビ朝日） - 安浦吉之助 [113]
- 藤田まことの丹下左膳シリーズ（1990年 - 1994年、テレビ朝日） - 丹下左膳
- 戦国乱世の暴れん坊 齋藤道三 怒涛の天下取り（1991年1月3日、テレビ朝日） - 北条早雲
- ル・マンへ熱き涙を（1992年6月15日、テレビ朝日） - おもちゃメーカー社長
- はぐれ医者・お命預かります!（単発版：1993年・連続版：1995年、テレビ朝日） - 相良淳道
- 海鳴りやまず　八丈鬼火島（1995年、テレビ朝日）
- 影武者 織田信長（1996年1月3日、テレビ朝日） - 百姓・左平、織田信長 役
- 弁慶 怪力無双の荒法師!（1997年1月4日、テレビ朝日） - 平清盛
- 司馬遼太郎の功名が辻（1997年4月 - 6月、テレビ朝日）
- 赤ひげ（1997年、テレビ朝日） - 新出去定
- 燃えろ!!ロボコン 第46話（1999年12月19日、テレビ朝日） - 原田三太郎（サンタクロース）
- 忠臣蔵（2004年10月 - 12月、テレビ朝日） - 天野屋利兵衛
- 世直し順庵!人情剣（2005年、テレビ朝日） - 河合順庵
- 太閤記〜天下を獲った男・秀吉（2006年10月 - 12月、テレビ朝日） - 茶人千宗易
- 警視庁捜査ファイル さくら署の女たち 第1話（連続ドラマ版、2007年7月11日、テレビ朝日） - 居酒屋の亭主 （特別出演）
- 敵は本能寺にあり（2007年12月16日、テレビ朝日） - 狩野永徳
- 吉原炎上（2007年12月29日、テレビ朝日） - 赤倉鉄之助
- だましゑ歌麿（2009年9月12日、テレビ朝日） - 一心和尚

#### TBS系列
ネットチェンジ前（1975年3月まで）
- ダイラケのびっくり捕物帖 （1957年 - 1960年、大阪テレビ → ABC）
- バッチリ天国（1958年、OTV）
- びっくりタワー騒動記（1959年、OTV）
- 人形といっしょに（1959年、ABC）
- ダイラケ二等兵 （1960年、ABC）
- ダイラケのぼんぼん恋愛 （1961年、ABC）
- アチャコのどっこい御用だ （1961年、ABC）
- スチャラカ社員 （1961年 - 1967年、ABC）
- てなもんや三度笠（1962年 - 1968年、ABC） - あんかけの時次郎
- 部長刑事（第236回）娑婆は濁っていた（1963年、ABC）
- 無責任天国（1963年、ABC）
- 桶屋グランド・ボードビル（1963年、ABC）
- ごろんぼ波止場（1964年、ABC）
- 水戸黄門（1964年、TBS[† 15]）
- 東芝日曜劇場（TBS）
  - 『四角い玉子』（1965年1月17日）
  - 女と味噌汁 その9（1968年、TBS） - 田中余吉
  - 『冬の朝』（1968年12月29日）
  - 『亭主の癖が鼻につく』（1974年4月15日）
  - 『春日原まで一枚』（1974年2月17日）
  - 『秋は浪花のため息』（1974年10月27日）
- 女を美しくするために（1965年、ABC）
- 一発屋（1965年、TBS）
- おれの番だ!（1964年 - 1967年、TBS）
- ブラザー劇場『うちのお父ちゃん』（1966年、TBS）
- ああ！夫婦（あゝ夫婦、ああ夫婦）(1)（第15回）貞女のお値段（1966年、TBS）
- マイ・チャンネル！（1967年、ABC）
- てなもんや一本槍（1968年、ABC）
- おムコさん（1968年、TBS）
- ナショナル劇場『ドカンと一発!』（1968年、TBS）
- てなもんや二刀流（1971年、ABC）
- スコッチョ大旅行（1971年、ABC）
- 夏姿花の忠臣蔵（1972年、TBS）
- 必殺シリーズ（ABC/松竹）
  - 必殺仕置人（1973年4月 - 10月） - 中村主水
  - 助け人走る 第12話「同心大疑惑」（1974年1月5日） - 中村主水
  - 暗闇仕留人（1974年6月 - 12月） - 中村主水
  - 必殺必中仕事屋稼業（1975年1月 - 3月） - ナレーター
- 斬り抜ける 第16話「城代暗殺」（1974年、ABC） - 辰野平吾

ネットチェンジ後（1975年4月以降）
- 東芝日曜劇場（TBS）
  - 『おんなの家』（1975年9月10日）
  - 『あかとんぼ』（1978年9月10日）
  - 『神戸　元町　おもかげ通り』（1979年7月15日）
  - 『もういちど旅立ち』（1982年12月5日）
  - 『紙のダイヤモンド』（1984年4月15日）
  - 『男ごころとたらの芽は…』（1986年1月26日）
- 結婚前夜シリーズ（第8回）別れ話（1976年、TBS）
- 重役室午前0時（1989年6月23日、TBS） - 牧野豊三
- 社長が震えた日（1992年4月5日、TBS） - 松本弥一郎
- 月曜ドラマスペシャル（TBS）
  - 『保護司堂本ガンバります！郡上八幡連続殺人事件』（1996年3月4日） - 堂本道明
  - 『恥ずかしながら私、社長です』（1996年11月18日） - 岩佐隆一郎
  - 『クラッカー（侵入者）』（1997年11月10日） - 田所修平
- 佐々木夫妻の仁義なき戦い（2008年1月 - 3月、TBS）

#### テレビ東京系列
- 日本名作怪談劇場 第2話『怪談 大奥(秘)不開の間「呪いの部屋に潜む二百年の怨念」』（1979年、東京12チャンネル）- 官軍隊長
- 新春ワイド時代劇（テレビ東京）
  - 大忠臣蔵（1989年1月2日） - 大野九郎兵衛
  - 次郎長三国志（1991年1月2日） - 山岡鉄舟
  - 天下の副将軍水戸光圀 徳川御三家の激闘（1992年1月2日） - 紀伊国屋文左衛門
  - 徳川武芸帳 柳生三代の剣（1993年1月2日） - 大久保彦左衛門
  - 竜馬がゆく（2004年1月2日） - 千葉定吉
  - 天下騒乱〜徳川三代の陰謀（2006年1月2日） - 大久保彦左衛門 役
  - 徳川風雲録 八代将軍吉宗（2008年1月2日） - 水戸光圀
- ドラマ特別企画『母子泥棒物語』（1990年9月24日、テレビ東京）
- 鞍馬天狗 第二十六話「謎の侠客」（1991年） - 日柳燕石 （特別出演）
- 猫と庄造と二人のおんな（1996年、テレビ東京） - 庄造
- 維新を動かした男・徳川慶勝（1998年11月10日、テレビ東京）
- 水曜ミステリー9（BSジャパン/テレビ東京）
  - 追いつめる〜定年刑事最後の張り込み（2006年7月2日、BSジャパン/7月5日、テレビ東京） - 海原健夫
  - 法廷荒らし 弁護士・猪狩文助（2007年11月18日、BSジャパン/11月21日、テレビ東京） - 猪狩文助 役

#### フジテレビ系列
- 南蛮小天狗（1959年）
- 天下の若者（1964年 - 1965年）
- 座頭市物語 第19話「故郷に虹を見た」（1974年） - 壮吉 役
- ふたりは夫婦
  - 第13回 ベロベロバァ（1974年） - 主演・南部昌平
  - 第15回 くされ縁やな（1975年） - 中田良作
  - 第17回 中年の眼にも涙（1975年） - 主演
- あなただけ今晩は（1975年）
- 夫婦旅日記 さらば浪人（1976年）
- 日曜恐怖シリーズ『穴の牙』（1979年）
- 手錠をかけろ! 第9話「狙われた目撃者 怪盗VS子連れ刑事 神戸・淡路島」（1979年） - 中本刑事
- 和宮様御留（1981年1月3日） - 橋本実麗
- 千利休とその妻たち（1983年） - 主演・千利休
- 男と女のミステリー『幻の殺意』（1990年1月26日） - 田代圭策
- 忠臣蔵（1996年10月 - 12月） - 垣見五郎兵衛
- 剣客商売（1998年 - 2010年） - 主演・秋山小兵衛
- 金曜エンタテイメント『てなもんや駅長奮闘記』（2002年1月18日）  - 主演
- 大奥〜第一章〜（2004年10月 - 12月） - 徳川家康
- 役者魂!（2006年10月 - 12月） - 本能寺海造
- 仕掛人・藤枝梅安（2006年11月4日） - 音羽の半右衛門

関西テレビ
- 十六文からす堂（1958年）
- そのネタ買います（1960年）
- 風の武士（1960年）
- 軍歌（いくさのうた）（第15回）桃太郎高地（1960年）
- 御寮人さん（1960年）
- 街の下にも街がある（1962年）
- シャープ火曜劇場『一坪の空』（1962年）
- トップ屋捕物帳（1963年）
- 松本清張シリーズ 「俺は知らない」（1966年）
- ああ、お父ちゃん（1978年10月1日・8日） - 大木虎吉
- 花王名人劇場
  - 熱唱!藤田まこと 男涙の子守歌・34歳の新人歌手（1980年5月4日）  - 主演
  - 熱唱!藤田まこと 男涙の子守歌・君でよかった（1980年5月11日）  - 主演

#### 独立放送局、衛星放送局
- 人権啓発ドラマ　こんど逢うとき　When we see again.（1996年11月、テレビ和歌山） - 脇坂
- 京極夏彦 「怪」第1話「七人みさき」（2000年1月3日、WOWOW） - 北原善虎役

### 映画
- 出世武士道（1961年、東映）
- 続・狐と狸（1962年、東宝）
- 雲の上団五郎一座（1962年、東宝） - 医者
- てなもんや三度笠（1963年、東映） - あんかけの時次郎
- 悪名波止場（1963年、大映） - 三郎
- 続・てなもんや三度笠（1963年、東映） - 同
- 西の王将・東の大将（1964年、東宝）
- 赤いダイヤ（1964年、東映） - 木塚慶太
- ホラ吹き太閤記（1964年、東宝）
- 続・西の王将・東の大将(1965年、東宝)
- 日本一のゴマすり男（1965年、東宝）
- 一発かましたれ（1965年、東映）
- 大阪ど根性物語 どえらい奴（1965年、東映）
- 日本一のゴリガン男（1966年、東宝）
- 運が良けりゃ（1966年、松竹）
- クレージーだよ奇想天外（1966年、東宝）
- てなもんや東海道（1966年、東宝/宝塚映画/渡辺プロダクション） - あんかけの時次郎
- 幕末てなもんや大騒動（1967年、東宝/宝塚映画/渡辺プロダクション） - あんかけの時次郎
- てなもんや幽霊道中（1967年、東宝/宝塚映画/渡辺プロダクション） - あんかけの時次郎
- クレージー黄金作戦（1967年、東宝）
- クレージーの怪盗ジバコ（1967年、東宝）
- 座頭市鉄火旅（1967年、大映）
- クレージーメキシコ大作戦（1968年、東宝）
- 空想天国（1968年、東宝）
- 日本一の裏切り男（1968年、東宝）
- 日本の青春（1968年、東宝）
- 愛のきずな（1969年、東宝） - 鈴木良平 役
- クレージーの大爆発（1969年、東宝）
- ザ・タイガース ハーイ!ロンドン（1969年、渡辺プロダクション/東京映画）
- 日本一のヤクザ男（1970年、東宝）
- 西のペテン師東のサギ師（1971年、東宝） - バラやん 役
- 喜劇 泥棒大家族 天下を盗る（1972年、東宝） - 馬上千吉 役
- 悪名 縄張荒らし（1974年、勝プロ/東宝） - 河太郎 役
- 沖縄10年戦争（1978年、東映）
- 闇の狩人（1979年、松竹） - 嘉助 役
- 衝動殺人 息子よ（1979年、松竹/TBS）
- 影の軍団 服部半蔵（1980年、東映）
- わるいやつら（1980年、松竹） - 下見沢作雄 役
- 炎のごとく（1981年、東宝）
- 真夜中の招待状（1981年、松竹） - 原田順吉 役
- 野獣刑事（1982年、東映）
- 積木くずし（1983年、東宝） - 穂波高介 役
- 劇場版必殺シリーズ（松竹） - 中村主水 役 
  - 必殺! THE HISSATSU（1984年）
  - 必殺! ブラウン館の怪物たち（1985年）
  - 必殺! III 裏か表か（1986年）
  - 必殺4 恨みはらします（1987年）
  - 必殺!5 黄金の血（1991年）
  - 必殺! 主水死す（1996年）
  - 必殺! 三味線屋・勇次（1999年） - 伝兵衛
- はぐれ刑事純情派（1989年、東映） - 安浦吉之助
- 本気!（1991年、東映） - 居酒屋「くいしんぼ」の親父
- スペインからの手紙（1993年、松竹） - 飯島昭平
- 鬼平犯科帳 劇場版（1995年、松竹） - 白子の菊右衛門
- 京極夏彦 「怪」「七人みさき」（2000年、松竹） - 北原善虎
- 突入せよ! あさま山荘事件（2002年、東映） - 後藤田正晴
- 大奥（2006年、東映/フジテレビ） - 奈良屋善右衛門
- 椿三十郎（2007年、東宝/テレビ朝日） - 睦田
- 明日への遺言（2008年、アスミック・エース） - 岡田資 役※映画の作品では唯一となった賞を受賞（2009年、おおさかシネマフェスティバル主演男優賞）
- ラストゲーム 最後の早慶戦（2008年、ラストゲーム 最後の早慶戦製作委員会） - 田中穂積

### Vシネマ
- 首領への道 - 鳥居半造(殺し屋) 
  - 首領への道9
  - 首領への道10
- 忠臣蔵2（2005年）
- 横浜暗黒街 華炎（2008年） - 仁藤会伍城組組長 伍城完侍(伍城不動産会長)
- 横浜暗黒街 侠華（2008年） - 仁藤会伍城組組長 伍城完侍(伍城不動産会長)

### テレビバラエティ司会
- トリオでいこう（1962年9月 - 1963年9月、NETテレビ<現：テレビ朝日>）
- 日曜ナンバーワンショー（1963年12月 - 1964年8月、日本テレビ）
- 明星スターパレード（1964年9月 - 1966年4月、日本テレビ）
- バラエティーショー 夜の大作戦（1970年4月4日 - 1972年9月30日、土曜22時30分 - 23時26分、毎日放送[114]）※主な共演者は辺見マリ、敏江・玲児[114]。脚本は井上頌一、松原敏春らが担当[114]。大人向けの歌と笑いとコントを送る番組[114]。全128回放送[114]。関東では東京12チャンネル（現：テレビ東京）で放送。

### 舞台
- 舞台版・必殺仕事人シリーズ
- その男ゾルバ
- 東海林太郎物語　歌こそ我がいのち
- 旅役者駒十郎日記・人生まわり舞台
- 浪花のれん・包丁一代
- 大阪慕情・のれん一代
- 「通天閣界隈」より「浪花人情物語 こんなもんやで人生は」
- 浪花恋しぐれ・桂春団治（長谷川幸延『桂春団治』より）
- 剣客商売
- 鉄道員

### ラジオ
- まこちゃんのユーモアジョッキー（1962年4月23日 - 8月27日、月曜12時15分 - 12時45分、毎日放送[115]） ※歌謡曲をベースにしたDJ番組として全19回放送、脚本は山路洋平が担当した[115])
- 大西部開拓史（1963年3月1日 - 3月30日、平日・土曜23時25分 - 23時45分、TBSラジオ[† 15]、単発番組）[116]
- 十二球団に送るミュージック・プレゼント（1963年4月7日・4月14日、日曜18時 - 18時55分、TBSラジオ、単発番組）[116]
- サラリーマン三冠王（1963年9月2日 - 9月30日、平日・土曜10時35分 - 10時40分、TBSラジオ）[116]
- 歌謡大行進（1970年8月 - 1971年3月、月曜15時00分 - 16時30分、文化放送） ※林家三平、天地総子と共演
- 洞爺丸はなぜ沈んだか（1981年11月8日、日曜21時 - 23時、TBSラジオ、特別番組） ※小池朝雄、吉行和子と共演[116]。
- FMシアター「夫婦うどん」（2002年11月30日、NHK-FM、NHK大阪放送局制作）

### CM
- 前田製菓 「ランチクラッカー」「セサミハイチ」
- 亜細亜製薬 「強力ベルベ」
- 大正製薬 「水虫軟膏」「水虫チンキ」「水虫パウダー」
- 武田薬品工業 「メルトン」
- そごう（1983年）
- 池田模範堂「ムヒ」（1985年 - 1987年頃）
- 郵政省 郵便局（1985年頃）
- 食道園（1985年頃）
- はいから村（1980年代後半）
- 東建コーポレーション（1994年から2008年3月末まで。公式サイトの運営も行っていた）[117]
- 丸菱産業 「サンマッサー」
- 味の素 冷凍食品
- サントリー 「モルツ」
- 養命酒製造 「薬用養命酒」
- サンビシ
- おはぎの丹波屋
- マインズピア誠善社
- 伊勢名物 赤福（CMソング）
- 京楽産業. ぱちんこ必殺仕事人シリーズ - ナレーションも担当
- 笹本石材
- 四国佛心堂（全優仏加盟店）
- エバーライフ 「皇潤」

## ディスコグラフィ
- てなもんや三度笠
- 十三の夜（俗に十三の姉ちゃんの歌として知られている）
- ちびっ子の子守唄（ABCホームソングにて放送）
- 梅新ブルース
- おっさんのバラード
- 浪花人情〜ラムネの玉やんの唄〜
- 涙よお前は
- 月が笑ってらぁ（劇場版『必殺!5 黄金の血』、連続時代劇『必殺仕事人・激突!』主題歌。『CRぱちんこ必殺仕事人III』でも使用される）
- 銀の糸（眞野あずさとのデュエット）
- みれん橋もどり川（天童よしみとのデュエット）
- 友…そして人生
- 夜のララバイ（『深夜便の歌』オリジナル）
- 好きになっちゃっちゃった（ザ・ピーナッツとのデュエット）
- おそ松くんのうた2（『おそ松くん』テレビアニメ版第一作オープニングテーマ）

## 著書
- 『必殺男の切れ味 : 熟年の魅力をどうつくるか』潮出版社、1983年7月20日。
- 『こんなもんやで人生は －ムコ殿の人間修行－』 主婦と生活社、1988年
- 『料理の上手な女性にささげる本 －ちょっとやれる面白料理－』 青春出版社〈プレイブックス〉、1989年
- 『年をとるのも悪くない』 飛鳥新社、1991年
  - 道草文庫：小池書院、1997年
- 『人生番狂わせ』 集英社、1999年
- 『最期』 日本評論社、2006年

回想
- 原田敬子『藤田まこと 修芸生涯』 立東舎、2025年。著者は長女